# Colposcelis
Colposcelis es un género de insecto coleóptero de la familia Chrysomelidae.

## Especies
Las especies de este género son:
- Colposcelis bengalensis (Moseyko & Medvedev, 2005)
- Colposcelis maculata (Moseyko & Medvedev, 2005)
- Colposcelis pici (Moseyko & Medvedev, 2005)
- Colposcelis sexmaculata (Kimoto & Gressitt, 1982)
- Colposcelis ussuriensis (Moseyko & Medvedev, 2005)
- Colposcelis vietnamica (Moseyko & Medvedev, 2005)